# Sven Eppinger

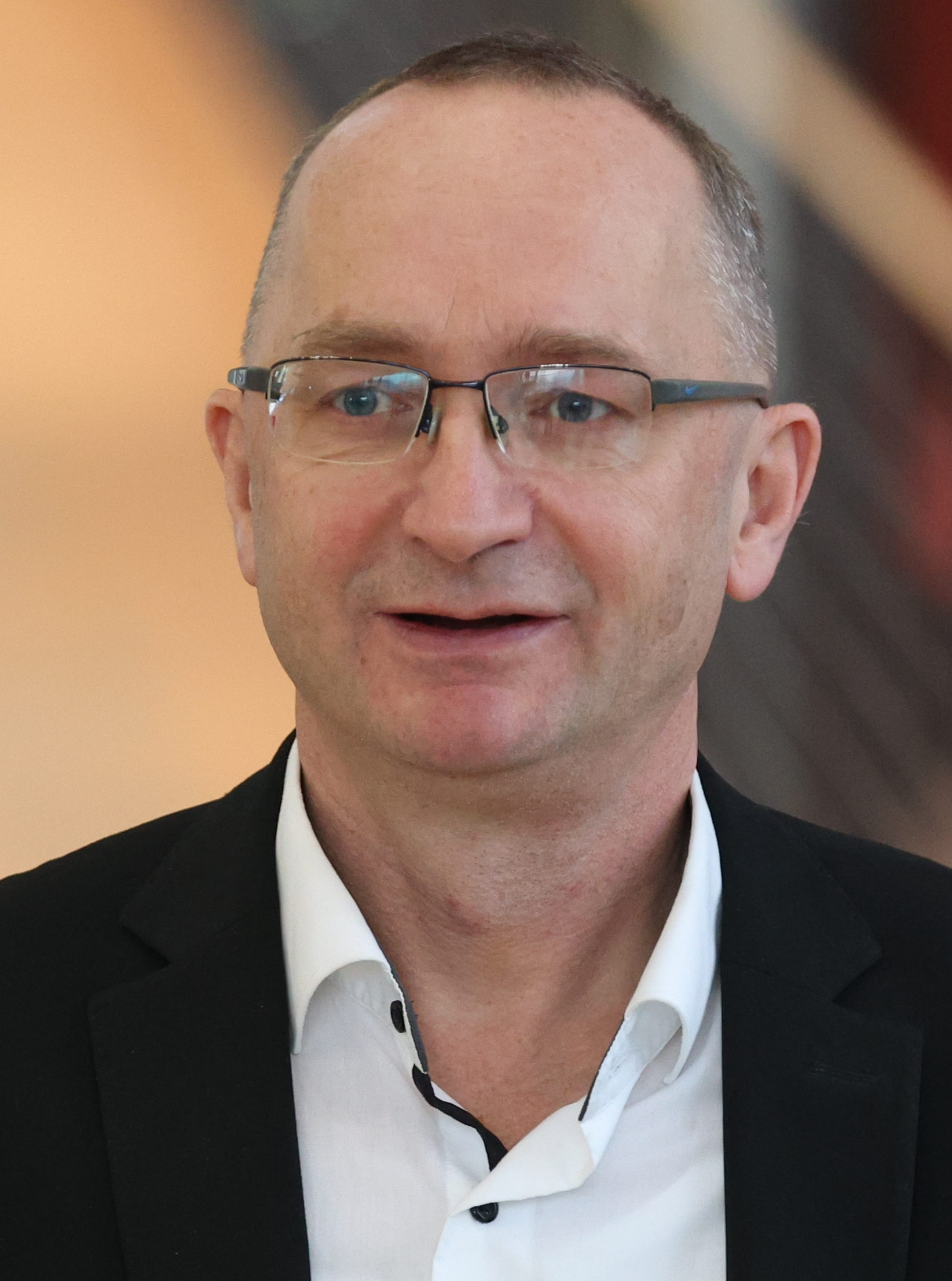
Sven Eppinger (2024)

Sven Eppinger (* 22. Mai 1970 in Großenhain) ist ein deutscher Politiker (CDU) und seit 2024 Abgeordneter im Sächsischen Landtag.

## Biografie
Sven Eppinger schloss 1988 den Besuch der Erweiterten Oberschule Pestalozzi in Dresden mit dem Abitur ab. Anschließend leistete er von 1988 bis 1990 seinen Wehrdienst als Sanitätsunteroffizier in den Luftstreitkräften der NVA ab. Von 1991 bis 1997 studierte er Humanmedizin an den Universitäten in Berlin und Dresden. Nach erfolgreichem Hochschulabschluss arbeitete er von 1998 bis 1999 an der HNO-Klinik des Städtischen Klinikums Dresden im Stadtteil Friedrichstadt und 1999 dann im Herzzentrum Dresden. Im selben Jahr wurde er zum Dr. med. promoviert. Von 2000 bis 2006 war Eppinger in der Klinik für Dermatologie des Universitätsklinikums Dresden tätig und erwarb dort 2005 den Facharzt für Haut- und Geschlechtskrankheiten, bevor er sich 2007 mit einer eigenen dermatologischen Facharztpraxis in Dresden niederließ. 
Eppinger ist verheiratet und hat drei erwachsene Söhne und eine Enkeltochter. 

## Politik
Eppinger gehört seit 2011 dem Kreisvorstand der CDU Meißen an und ist dort seit 2022 stellvertretender Kreisvorsitzender. 
Bei den Kommunalwahlen in Sachsen 2014 wurde er erstmalig in der Stadtrat von Radebeul gewählt und ist dort nunmehr Mitglied im Verwaltungs- und Finanzausschuss sowie stellvertretendes Mitglied im Ältestenrat und stellvertretender Fraktionsvorsitzender. 
Bei der Landtagswahl in Sachsen 2024 trat er für die CDU im Wahlkreis Meißen 4 an und konnte dort mit 35,0 % der Erststimmen das Direktmandat erringen.

## Belege
1. ↑  MDR Sachsen: Sven Eppinger (CDU) gewinnt den Wahlkreis Meißen 4. In: MDR.de. Mitteldeutscher Rundfunk, 18. September 2024, abgerufen am 18. November 2024.

| Personendaten    | Personendaten                  |
| ---------------- | ------------------------------ |
| NAME             | Eppinger, Sven                 |
| KURZBESCHREIBUNG | deutscher Politiker (CDU), MdL |
| GEBURTSDATUM     | 22. Mai 1970                   |
| GEBURTSORT       | Großenhain                     |